# Quilmes (Volk)

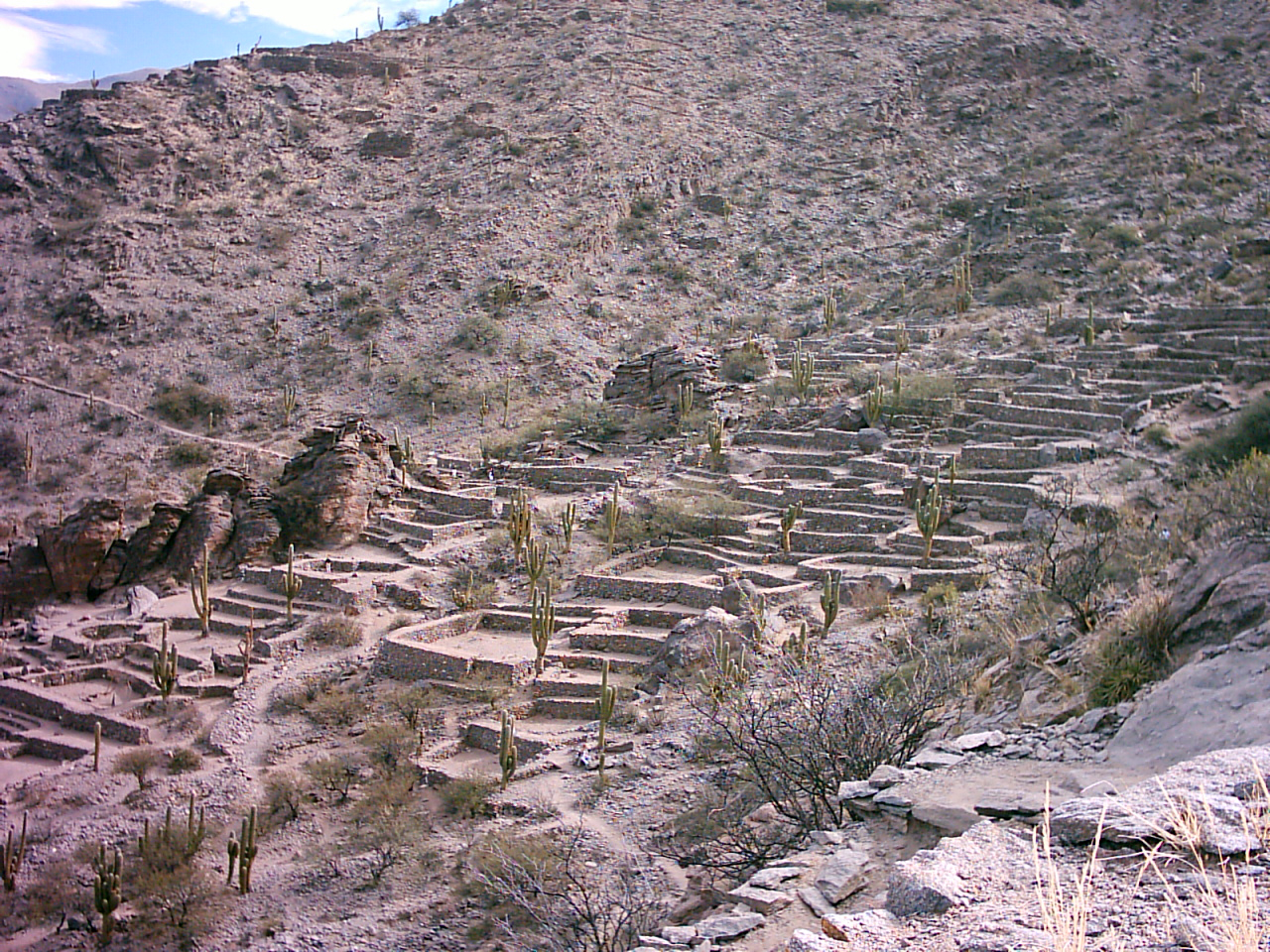
Ruinen einer Siedlung der Quilmes in Tucumán

Der Stamm der Quilmes, der zu den Diaguita-Calchaquíes gehörte, lebte bis zur Kolonisation des Gebietes durch die Spanier im Nordwesten Argentiniens, in den heutigen Provinzen Tucumán, Catamarca und Salta. Im 14. Jahrhundert wurde er durch die Inka unterworfen, doch die Quilmes übernahmen von diesen auch die fortgeschrittene Technologie vor allem in Architektur und Landwirtschaft.
Während des 16. und 17. Jahrhunderts lieferten die Quilmes erbitterten Widerstand gegen die Spanier, die jedoch letztlich die Oberhand behielten. Die Befestigungsanlage von Quilmes im Westen der heutigen Provinz Tucumán blieb als Zeugnis der blutigen kriegerischen Auseinandersetzungen bis heute erhalten und ist eine der größten archäologischen Attraktionen Argentiniens.
Nach der Niederlage gegen die Spanier wurde der Stamm in die Provinz Buenos Aires deportiert, wo die Angehörigen als billige Arbeitskräfte dienten und wegen der schlechten Bedingungen bald als eigenständiges Volk verschwanden. Die Stadt Quilmes bei Buenos Aires erinnert mit ihrem Namen an diesen Genozid.